# Hans Lauter
Hans Lauter, né le 22 décembre 1914 à Adelsberg (Chemnitz) et mort le 31 octobre 2012 à Leipzig, est un militant communiste allemand, emprisonné pendant plus de neuf ans par les nazis, fonctionnaire est-allemand, cadre dirigeant du parti SED et professeur d'université en marxisme-léninisme.

## Biographie
Fils d'ouvrier, il fait un apprentissage et se spécialise en coupe sur verre.
À partir de 1930, il prend la direction de la Ligue des jeunes communistes d'Allemagne (KJVD), l'association de jeunesse du Parti communiste d'Allemagne. Au cours de la première vague de persécutions par les nationaux-socialistes, il est placé en détention en 1933 et interné au camp de concentration de Sachsenburg. Après sa libération, il poursuit ses activités politiques et devient chef du KJVD dans le district de Leipzig. Recherché, il est arrêté le 28 mai 1935 à Leipzig et condamné le 28 mars 1936 par le IIIe Sénat du Tribunal populaire à dix ans de prison pour « préparation à la haute trahison ». Il purge sa peine au pénitencier de Waldheim et dans divers camps de l'Emsland. En février 1945, il réussit à s'échapper en participant au déblaiement de la ville détruite de Dresde.
En juillet 1945, il rejoint le KPD et devient secrétaire à l'agitation et à la propagande du district du KPD à Chemnitz. D'avril 1946 à octobre 1947, il est chef de département adjoint du comité d'État du SED en Saxe. Après avoir fréquenté la Parteihochschule Karl Marx d'octobre 1947 à mars 1949, il est secrétaire de la direction du SED en Saxe. Au IIIe congrès du parti SED en juillet 1950, il est élu membre du comité central du SED et de son secrétariat, chargé de la culture. En octobre 1950, il est élu député de la Chambre du peuple. En mai 1953, le SED le démet de tous les postes du parti parce qu'il aurait trahi des membres du KJVD à la Gestapo. Le 17 février 1954, sa démission de son mandat de député est annoncée. En 1956, il est innocenté et réhabilité. En 1958, il est membre de l'assemblée du district de Leipzig et jusqu'en 1969, il occupe diverses fonctions au sein de la direction du district local du SED. En 1968, en tant que chef de la « Commission idéologique », il signe un plan d'action pour justifier la démolition de l'église Saint-Paul de l'université de Leipzig, qui n'a été que légèrement endommagée pendant la Seconde Guerre mondiale,.
De 1953 à 1959, Hans Lauter est maître de conférences à l'Institut Franz Mehring de l'Université de Leipzig. À partir de 1969, il est maître de conférences et professeur associé à l'Institut de marxisme-léninisme de l'Université technique de Karl-Marx-Stadt. En 1974, il est nommé professeur titulaire. La même année, il devient président du Comité des combattants de la résistance antifasciste. En 1980, il reçoit l'Ordre patriotique du mérite en or et en 1989, l'Étoile de l'amitié des peuples en argent.
Après la réunification, Hans Lauter devient membre du PDS et siège au conseil des anciens. À partir de 1990, il est membre du conseil d'administration de l'Association des persécutés du régime nazi. Lors du 3e Congrès fédéral du VVN-BdA en mai 2008 à Berlin, il en devient président d'honneur avec la survivante des camps de concentration Esther Bejarano.
Lauter était le deuxième grand électeur le plus âgé de l'Assemblée fédérale lorsque de l'Élection présidentielle allemande de 2004.
Son fils Gerhard Lauter (de) (né en 1950) étudie le droit et constitue la 9e Compagnie de police populaire (unité antiterroriste) de la police populaire allemande (DVP) et occupe des postes élevés au Ministère de l'Intérieur de la RDA. À ce titre, Gerhard Lauter contribue à la chute du mur de Berlin le 9 novembre 1989 en modifiant une phrase dans une ordonnance sur les voyages ; Günter Schabowski lit cette phrase lors d'une conférence de presse et la chute du mur a lieu le soir même.